# Diguetia
Genre
Synonymes
- Ervig O. Pickard-Cambridge, 1895

Diguetia est un genre d'araignées aranéomorphes de la famille des Diguetidae.

## Distribution
Les espèces de ce genre se rencontrent au Mexique, aux États-Unis et en Argentine.

## Description
L'anatomie interne a été étudiée par Lopez chez Diguetia canities et présente des particularités remarquables.

## Liste des espèces
Selon World Spider Catalog (version 23.5, 17/11/2022) :
- Diguetia albolineata (O. Pickard-Cambridge, 1895)
- Diguetia andersoni Gertsch, 1958
- Diguetia balandra Jiménez, Cardiel & Chamé-Vázquez, 2022
- Diguetia canities (McCook, 1890)
- Diguetia catamarquensis (Mello-Leitão, 1941)
- Diguetia dialectica Chamberlin, 1924
- Diguetia imperiosa Gertsch & Mulaik, 1940
- Diguetia mojavea Gertsch, 1958
- Diguetia propinqua (O. Pickard-Cambridge, 1896)
- Diguetia signata Gertsch, 1958
- Diguetia stridulans Chamberlin, 1924

## Systématique et taxinomie
Ce genre a été décrit par Simon en 1895 dans les Sicariidae.
Ervig a été placé en synonymie par Simon en 1898.

## Étymologie
Ce genre est nommé en l'honneur de Léon Diguet.

## Publication originale
- Simon, 1895 : « Sur les arachnides recueillis en Basse-Californie par M. Diguet. » Bulletin du Muséum d'Histoire Naturelle, vol. 1895, p. 105-107 (texte intégral).